# 北村太郎
北村 太郎（きたむら たろう、1922年11月17日 - 1992年10月26日）は、日本の詩人、翻訳家。本名・松村文雄（まつむら ふみお）。

## 経歴
東京府北豊島郡谷中村（現在の日暮里付近）にて、逓信省簡易保険局の下級官吏の家庭に双生児の兄として生まれる。関東大震災のため1923年から東京府荏原郡駒沢村字弦巻（東京都世田谷区世田谷1丁目）に育つ。駒沢小学校3年修了後、1932年、父が浅草合羽橋通りで蕎麦屋「小松庵」を始めたため、一家で東京市浅草区芝崎町（東京都台東区西浅草）に転居し、4年次から金竜小学校に転校。1935年、東京府立第三商業学校入学。同校では国語教諭佐藤義美の薫陶を受ける。
1940年、同校卒業後、横浜正金銀行に入行して帳面つけを担当するも、勤務時間中に『新潮』（を読んでいたため上司に激しく叱責され、1週間で無断退職。研数学館での浪人生活を経て、1941年、東京外国語学校仏語科入学。1943年、徴兵検査に際して海軍を志望し、武山海兵団に入隊（東京外国語学校は1944年に繰上卒業）。横須賀市久里浜の通信学校で訓練を受けた後、埼玉県大和田の通信隊にて英米の暗号通信の傍受と分析に携わる。
敗戦後は闇屋勤務を経て、専門学校出身者にも門戸を開くようになった東京帝国大学に1946年に入学。1949年東京大学文学部仏文科卒。卒論はパスカルだった。
東大卒業後は、東京日本橋の大阪商事という証券株式会社の調査部で企業の業績に関する記事の執筆を担当。2年後、名古屋支店への転勤を命じられたのを機に退社。1951年11月、朝日新聞社に入社し校閲部に勤務。朝日には25年間勤務したが、文化大革命の全盛期に「毛沢東語録」という表記を「毛主席語録」に直すよう命じられて「毛沢東語録でなぜいけないのだ」と非常に不愉快な思いをするなど、同社の編集方針には違和感を持つことが多かったという。「論説顧問になぜ加藤周一などを起用するのか」と編集局長に詰め寄ったところ、「あの人はすごく外国語ができるそうだよ」と言われ、呆れて物が言えなかったこともあると述べている。
戦前から中桐雅夫主催の『ル・バル』(Le Bal) に参加し、1947年、田村隆一、鮎川信夫らと『荒地』を創刊、同人となる。1966年、第一詩集『北村太郎詩集』を上梓、1976年11月まで朝日東京本社で校閲部長、調査部長を歴任して退社。退社のきっかけとなったのは、社内の人間関係の軋轢で自らの管理者能力の欠如を痛感したことと、田村隆一の妻（田村和子）との恋愛が妻に発覚したことであるという（後に妻とは家庭内離婚に至った）。同年、詩集「眠りの祈り」で無限賞、1983年、『犬の時代』で芸術選奨文部大臣賞、1985年、『笑いの成功』で藤村記念歴程賞受賞、1989年、『港の人』で読売文学賞受賞。また、英米のミステリー、サスペンスを初めとする小説などを数多く翻訳した。1992年10月26日、腎不全のため虎の門病院で死去。

## 人物
田村隆一の四度目の妻である和子（彫刻家である高田博厚の娘）との関係をめぐるトラブルは、後にねじめ正一による長編小説『荒地の恋』のモチーフとなった。2016年にWOWOWで放映されたテレビドラマ版「荒地の恋」では、北村太郎（作品中の名前は北沢太郎）を豊川悦司が、和子を鈴木京香が演じている。

## 著書
- 『北村太郎詩集 1947～1966』（思潮社） 1966
- 『冬の当直』（思潮社） 1972
- 『北村太郎詩集』（思潮社、現代詩文庫） 1975
- 『眠りの祈り』（思潮社） 1976
- 『おわりの雪』（思潮社） 1977
- 『パスカルの大きな眼 言語・体験・終末 北村太郎散文集』（思潮社） 1976
- 『あかつき闇』（河出書房新社） 1978
- 『詩を読む喜び』（小沢書店） 1978
- 『冬を追う雨』（思潮社） 1978
- 『ピアノ線の夢』（青土社） 1980
- 『新編北村太郎詩集』（小沢書店） 1981
- 『悪の花』（思潮社） 1981
- 『ぼくの現代詩入門』（大和書房） 1982
- 『犬の時代』（書肆山田） 1982
- 『詩人の森』（小沢書店） 1983
- 『ぼくの女性詩人ノート』（大和書房） 1984
- 『詩へ詩から』（小沢書店） 1985
- 『笑いの成功』（書肆山田） 1985
- 『うたの言葉』（小沢書店） 1986
- 『新選北村太郎詩集』（思潮社、現代詩文庫） 1987
- 『港の人』（思潮社） 1988
- 『世紀末の微光 鮎川信夫、その他』（思潮社） 1988
- 『北村太郎の仕事』全3巻（思潮社） 1990 - 1991
- 『路上の影』（思潮社） 1991
- 『すてきな人生』（思潮社） 1993
- 『センチメンタルジャーニー ある詩人の生涯』（草思社） 1993、草思社文庫 2021
- 『続北村太郎詩集』（思潮社、現代詩文庫） 1994
- 『樹上の猫』（港の人）1998
- 『光が射してくる　未刊行詩とエッセイ 1946 - 1992』（港の人） 2007
- 『北村太郎の全詩篇』（飛鳥新社） 2012
- 『空飛ぶ猫』（港の人） 2021

## 翻訳
- 『密使』（グレアム・グリーン、伊藤尚志共訳、早川書房） 1951
- 『ヘミングウェイ短篇集』（ヘミングウェイ、中田耕治共訳、荒地出版社） 1955
- 『悪魔のような女』（ボアロー&ナルスジャック、早川書房） 1955、新版・ハヤカワ・ミステリ文庫 1996ほか
- 『悪い種子』（ウイリアム・マーチ、早川書房） 1956
- 『道の果て』（アンドリュー・ガーヴ、早川書房） 1957
- 『花火と猫と提督』（ジョスリン・ディヴィー、早川書房） 1958
- 『スパイ入門』（グレアム・グリーン, ヒュー・グリーン編、荒地出版社） 1960
- 『あるスパイの墓碑銘』（エリック・アンブラー、早川書房） 1960
- 『皮商売の冒険』（ディラン・トマス、晶文社） 1971
- 『わが青春のともだち』（ヘンリー・ミラー、田村隆一共訳、徳間書店） 1976
- 『クリスマス・スパイ』（ジョン・ハウレット、集英社） 1978
- 『ダブルボギー・ゴルフへの道』（ハロルド・ショーンバーグ、集英社） 1978
- 『ふしぎ猫マキャヴィティ』（T・S・エリオット、大和書房） 1978、のち改題『キャッツ』1983
- 『ジンボー』（アルジャナン・ブラックウッド、月刊ペン社、妖精文庫） 1979
- 『すわって待っていたスパイ』（R・ライト・キャンベル、角川書店） 1980
- 『恋の北極 / 風船旅行』（マクドナルド・ハリス、集英社） 1980
- 『チャーリー・ヘラーの復讐』（ロバート・リテル、新潮文庫） 1983／改題新版「アマチュア」同 2025
- 『バビロン脱出』（ネルソン・ドミル、早川書房） 1985、ハヤカワ文庫 上下 1992
- 『ふしぎの国のアリス』（ルイス・キャロル、王国社） 1987、集英社文庫　1992
- 『わがままな大男』（オスカー・ワイルド、冨山房） 1987
- 『ぶたかい王子』（アンデルセン、冨山房） 1987
- 『マビノギオン ウェールズ中世英雄譚』（シャーロット・ゲスト、王国社） 1988
- 『スリーパーにシグナルを送れ』（ロバート・リテル、新潮文庫） 1988
- 『夢果つる街』（トレヴェニアン、角川文庫） 1988
- 『1993年のクリスマス』（レスリー・ブリカス、ほるぷ出版） 1988
- 『殺意の団欒』（ジェームズ・アンダースン、文春文庫） 1989
- 『銀の森の少年』（リチャード・フォード、新潮社） 1989、新潮文庫 1995
- 『鏡の国のアリス』（ルイス・キャロル、王国社） 1990、新版1997
- 『マザーグース』（アイオーナ・オーピー編、PARCO出版局） 1992
- 『すてきな子どもたち』（アリス・マクレラン、ほるぷ出版） 1992
- 『パラダイス・イーター』（ジョン・R・ソール、徳間文庫） 1992
- 『美女と野獣』（ボーモン夫人、王国社） 1992
- 『寒い街の殺人』（アーチャー・メイヤー、光文社文庫） 1992
- 『チャールズ・オルスン詩集』（原成吉共訳、アメリカ現代詩共同訳詩シリーズ：思潮社） 1992

### ジョナサン・ケラーマン
- 『大きな枝が折れる時』（ジョナサン・ケラーマン、サンケイ文庫） 1986
- 『歪んだ果実』（ジョナサン・ケラーマン、扶桑社、サンケイ文庫） 1987
- 『グラス・キャニオン』上・下（ジョナサン・ケラーマン、扶桑社ミステリー文庫） 1988
- 『殺人劇場』上・下（ジョナサン・ケラーマン、新潮文庫） 1989
- 『サイレント・パートナー』上・下（ジョナサン・ケラーマン、北沢和彦共訳、新潮文庫） 1991